# 조왕신
조왕신(竈王神)은 무속에서 부엌을 맡은 여신으로, 불의 여신으로 간주된다. 명절에 차례를 지내거나 집안이 평안하기를 기원하는 굿을 할 때는, 성주신에게 빌듯이 조왕신에게도 조왕상을 차려 놓고 집안이 잘되도록 해달라고 빌며 절을 하였고 새벽에 부뚜막 위에 깨끗한 물을 떠 놓고 집안의 무사함을 빌기도 하였다.

## 개요
부엌에 머물러 있는 가신(家神)으로 조신ㆍ조왕대신ㆍ부뚜막신 등의 이름으로도 불리는 신이다. 본질이 화신(火神)이기 때문에 부엌에서 존재하게 되었으며, 먼 옛날부터 부녀자들과 깊은 관계가 있다고 여겨지는 부엌을 관리한다는 신이다. 때로는 조왕각시라고 믿기도 한다. 사찰에서는 조왕각을 따로 지어 탱화를 안치하여 모시거나 부엌에 탱화를 걸어 놓고 있다. 한국의 풍속과 민속으로 전래하는 신으로 중국이나 일본에서도 모시는 신이다.

## 금기
조왕신은 부뚜막 뒤쪽에 머물러 집안에서 일어나는 온갖 사실을 낱낱이 적어서 하늘로 올려보내는 임무를 맡고 있기 때문에 여인들은 이 조왕신의 비위를 건드려서는 안 된다 하여 부인들은 날마다 금기(禁忌)를 정해놓고 지켜야 했다. 아녀자들은 누구를 막론하고 불을 때면서 악담을 하지 말라. 부뚜막에 걸터앉지 말며, 함부로 발을 디디지 말고 무엇보다 부엌을 항상 깨끗하게 관리해야 한다. 하지만 조왕신 이외에 다른 신을 함께 모셔도 무방하다. 이 금기를 지키려고 주부들은 날마다 이른 아침에 샘물을 길어다 주발에 떠서 부뚜막 뒷벽에 설치한 토대(土臺) 위에 얹어 놓으며, 또 명절날이나 치성(致誠)굿을 할 때 목판에 떡ㆍ과일 등 간소한 음식을 차려 부뚜막 위에 놓는다. 이때 샘물그릇을 조왕주발, 목판에 차린 상을 조왕상이라고 하는데 주부들은 정성을 들이는 마음으로 이 조왕신에게도 가운(家運)이 창성(昌盛)하기를 빌며 절을 해야 한다.

## 복을 주는 신
민속학자인 최래옥 한양대학교 사범대 국어교육학과 교수(1940년-)는 1993년에 쓴 이야기책인 『되는 집안은 가지 나무에 수박 열린다』(미투)에서 조왕신을 복을 주는 신이라고 했다. 생계가 해결되지 않아서 야반도주하는 사람이 있었다. 그를 쫓아오는 이가 있었는데 조왕신이었다. 부뚜막신이라 집주인을 따라다닌단다. 조왕신을 원망하자 "아침마다 일찍 일어나서 부뚜막에서 물을 끓이라"고 했고, 여가가 늘어난 집주인은 손재주를 발휘해서 바구니를 만드는 수공업을 했다. 그때부터 집안살림이 나아졌단다. 조왕신은 아침에 연기를 타고 올라가서 상제께 복을 받아오는 일을 했다. 그런데 집주인이 늦잠을 자니까 연기를 탈 수 없으니 복을 받아오지 못했던 것이다.

## 같이 보기
- 표충사 대원암 조왕탱 - 경상남도 문화재자료 제430호
- 성주신
- 헤스티아

## 참고자료
- 「화개집 화개집속편」, 조왕신, 루쉰 저, 홍석표 역, 선학사(2005년, 265p)
- 「한국의 풍속 민간신앙」, 가신(家神) 신앙, 최준식 저, 이화여자대학교출판부(2005년, 88p)
- 「밥그릇 경영」, 집안의 주인 조왕신, 전옥천 저, 서아담 역, 천케이(2008년 83~89p)